# Nelspoort
Nelspoort is een dorp in de Zuid-Afrikaanse provincie West-Kaap. Nelspoort behoort tot de gemeente Beaufort-Wes dat onderdeel van het district Sentraal-Karoo is. 
Het dorp ligt aan de N1, de belangrijkste verkeersader van het land. Nu deze meer naar het westen loopt is de bedrijvigheid in het dorp aanzienlijk afgenomen.